# Котоосю Кацунори
Котоо́сю Кацуно́ри (яп. 琴欧洲 勝紀 Котоо:сю: Кацунори, более известен как Котоо́сю, настоящее имя Кароян Андо, до 2014 года Калоя́н Сте́фанов Махля́нов) — первый профессиональный борец сумо болгарского происхождения, наивысший ранг за карьеру — одзэки. Родился 19 февраля 1983 года в болгарском городе Велико Тырново, японский подданный с 2014 года. Первый одзэки европейского происхождения и первый европеец, выигравший Императорский кубок. Сикона составлена из «Ко́то» (японские народные гусли, обычное начало сиконы для школы Садогатакэ) и «О́сю» (Европа). Встречающиеся прочтения его имени как «Котоушу» или «Котосю» являются ошибочными.

## Краткое описание карьеры

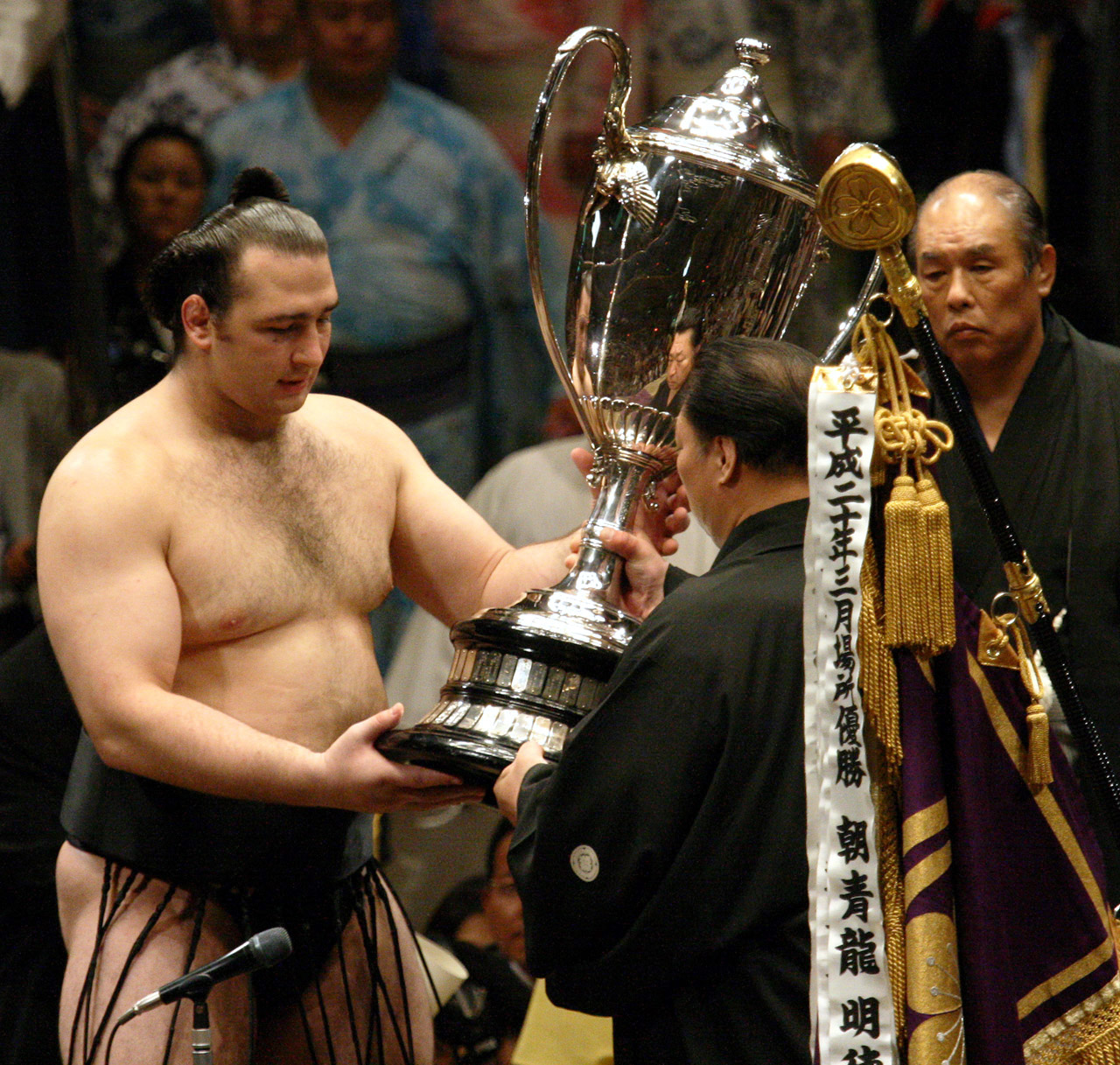
Котоосю (хэя Садогатакэ) выигрывает Кубок Императора в мае 2008 года.

В прошлом борец греко-римского стиля, чемпион Европы среди юношей в возрасте 14 лет. Не смог продолжать карьеру борца-классика из-за превышения веса за 120 кг. Дебютировал в маэдзумо — входной, внеранговой лиге сумо — в ноябре 2002. Уже через 19 турниров — рекорд японской борьбы — завоевал второй в иерархии титул одзэки и удерживал его в течение 47 турниров (четвёртый результат в истории). Пиком карьеры болгарского гиганта стал май 2008, когда Калоян завоевал Кубок Императора и носил неофициальное звание цунатори (претендента на звание ёкодзуна). В феврале 2010 года он объявил, что хочет полностью связать свою жизнь с сумо, и, по завершении карьеры, остаться в Японии в качестве тренера — ояката. В 2014 году принял японское подданство, отказавшись от гражданства Болгарии, и официально сменил фамилию на Андо (девичья фамилия жены).
В сентябре и ноябре 2013 года Котоосю был вынужден сняться с турниров из-за травм (повреждение мышцы задней поверхности бедра и вывих плеча), что привело к потере им звания одзэки. На январском басё 2014 года он выступил в звании сэкивакэ и не смог одержать 10 побед, необходимых для возвращения титула одзэки. В марте 2014 года после 9 поражений подряд принял решение завершить карьеру.
После отставки продолжает работу в школе Садогатакэ; до февраля 2015 года пользовался временной лицензией, положенной ему как одзэки, затем стал обладателем лицензии Наруто.
В 2017 году ояката Наруто (в прошлом озэки Котоосю) отделился от Садогатакэ-бэя и открыл, с разрешения своего бывшего тренера-наставника и Совета директоров Японской Ассоциации сумо, собственную школу.
Котоосю, прославившийся как первый европеец, завоевавший Кубок Императора и получивший звание озэки, вошёл в историю сумо и как первый «европейский сисё».
Лицензия ояката (тренера-наставника) недоступна иностранцам. Калоян Стефанов Махлянов (после женитьбы Кароян Андо) стал подданным Императора Японии в 2014-м году, за два месяца до окончания карьеры богатыря.

## Стиль борьбы
Обладал редкими для борца сумо физическими данными, при очень большом росте (2,03 м) он имел средний боевой вес (чуть за 150 кг). Рост и длинные руки давали ему преимущество в захватах и бросках, но, с другой стороны, большой рост вредил устойчивости. По этой причине с ним успешно боролись техничные борцы малого роста, например, Тоёносима и Харумафудзи. Стиль борца был противоречив: блистательные поединки (он был одним из немногих, кто побеждал Асасёрю в 2005 году) чередовались с поединками невзрачными, оборонительными, основанными на уловках.

## Семья
В феврале 2010 года состоялась его свадьба с 30-летней японкой по имени Асако Андо, невеста старше на три года. В конце 2011 года у него родился сын.

## Государственные награды
В июле 2009 года награждён орденом «Стара планина» 1-й степени за исключительный вклад в развитие болгарско-японских отношений.

## Результаты с дебюта в макуути
| Год в сумо | Январь Хацу басё, Токио  | Март Хару басё, Осака           | Май Нацу басё, Токио      | Июль Нагоя басё, Нагоя  | Сентябрь Аки басё, Токио  | Ноябрь Кюсю басё, Фукуока   |
| --- | ------------------------ | ------------------------------- | ------------------------- | ----------------------- | ------------------------- | --------------------------- |
| 2004 | x                        | x                               | x                         | x                       | Маэгасира #14 востока 9–6 | Маэгасира #10 запада 11–4 Д |
| 2005 | Маэгасира #4 востока 9–6 | Комусуби запада 4–11            | Маэгасира #5 востока 10–5 | Комусуби востока 12–3 В | Сэкивакэ востока 13–2–P Д | Сэкивакэ востока 11–4 ДВ    |
| 2006 | Одзэки запада 10–5       | Одзэки запада 9–6               | Одзэки запада 8–7         | Одзэки запада 8–7       | Одзэки запада 10–5        | Одзэки запада 10–5          |
| 2007 | Одзэки востока 9–6       | Одзэки востока 8–7              | Одзэки запада 9–6         | Одзэки востока 9–6      | Одзэки запада 8–7         | Одзэки востока 2–5–8        |
| 2008 | Одзэки запада 9–6        | Одзэки востока 2–7–6            | Одзэки запада 14–1        | Одзэки востока 9–6      | Одзэки запада 8–7         | Одзэки запада 8–7           |
| 2009 | Одзэки востока 10–5      | Одзэки востока 10–5             | Одзэки востока 9–6        | Одзэки запада 13–2      | Одзэки востока 9–6        | Одзэки востока 10–5         |
| 2010 | Одзэки востока 9–6       | Одзэки запада 10–5              | Одзэки запада 9–6         | Одзэки востока 10–5     | Одзэки запада 10–5        | Одзэки востока 8–7          |
| 2011 | Одзэки востока 10–5      | Отмена басё 0–0–15              | Одзэки востока 3–8–4      | Одзэки запада 8–7       | Одзэки запада 1–6–8       | Одзэки востока 9–6          |
| 2012 | Одзэки востока 10–5      | Одзэки запада 8–7               | Одзэки востока 8–7        | Одзэки востока 9–6      | Одзэки востока 2–4–9      | Одзэки запада 9–6           |
| 2013 | Одзэки востока 10–5      | Одзэки запада 1–5–9             | Одзэки запада 8–7         | Одзэки запада 9–6       | Одзэки запада 4–3–8       | Одзэки запада 1–3–11        |
| 2014 | Сэкивакэ запада 8–7      | Сэкивакэ запада Отставка 1–10–0 | x                         | x                       | x                         | x                           |
| Результат приведен как победил-проиграл-снялся Победа Малый кубок Отставка Не выступал в макуути Специальные призы: Д=За боевой дух (Канто-сё); В=За выдающееся выступление (Сюкун-сё); Т=За техническое совершество (Гино-сё) Ещё показаны: ★=Кимбоси; P=Участие в дополнительном финале Лиги: Макуути — Дзюрё — Макусита — Сандаммэ — Дзёнидан — Дзёнокути Ранги макуути: Ёкодзуна — Одзэки — Сэкивакэ — Комусуби — Маэгасира |                          |                                 |                           |                         |                           |                             |